# Benjamin Westman
David Benjamin Westman, född 20 juli 1976, är en svensk-amerikansk fotbollstränare och före detta fotbollsspelare som tränar Kungsbacka IF. Westman har tidigare varit tränare för GAIS och Husqvarna FF. Han arbetar även som engelsklärare.